# Зимница (Добричская область)
Зимница (болг. Зимница) — село в Болгарии. Находится в Добричской области, входит в общину Крушари. Население составляет 14 человек.

## Политическая ситуация
В местном кметстве Ефрейтор-Бакалово, в состав которого входит Зимница, должность кмета (старосты) исполняет Ердинч Алиш Мехмед (Движение за права и свободы (ДПС)) по результатам выборов.
Кмет (мэр) общины Крушари — Добри Стоянов Стефанов (Движение за права и свободы (ДПС)) по результатам выборов.